# Macogny
Macogny es una comuna francesa situada en el departamento de Aisne, de la región de Alta Francia.

## Geografía
Está ubicada a 24 al sur de Soissons.

## Demografía
| 72 | 65 | 57 | 50 | 53 | 56 | 65 | 76 |
| Para los censos de 1962 a 1999 la población legal corresponde a la población sin duplicidades (Fuente: INSEE [Consultar]) |    |    |    |    |    |    |    |